# Monarcha Kanady
Monarcha Kanady – oficjalna głowa państwa w Kanadzie. W wyniku unii personalnej jest tożsamy z królem lub królową Zjednoczonego Królestwa i państw Commonwealth realm. Obecnie jest nim król Karol III. Nie posiada faktycznej władzy i pełni jedynie rolę reprezentacyjno-tradycyjną, ponieważ Kanada jest krajem demokratycznym.

## Tytulatura
Oficjalny tytuł monarchy Kanady, obecnie Karola III od 2023 roku brzmi:
Charles the Third, by the Grace of God King of Canada and His other Realms and Territories, Head of the Commonwealth
Charles III, par la grâce de Dieu, Roi du Canada et de ses autres royaumes et territoires, Chef du Commonwealth
(Karol III, Z Bożej łaski, Król Kanady i pozostałych Jego Włości i Terytoriów, Głowa Wspólnoty Narodów)
Potocznie nazywany jest The King of Canada/le Roi du Canada – królem Kanady.

## Status prawny Monarchii Kanadyjskiej
Monarchia Kanadyjska została utworzona jako konsekwencja dwóch aktów prawnych uchwalonych przez parlament brytyjski:
- Ustawa o tytułach królewskich i parlamentarnych – Royal and Parliamentary Titles Act, z 1927 r., tworzący oddzielną koronę dla Kanady.
- Statut Westminsterski – Westminster Statute z 1931 r., nadający Kanadzie ograniczoną (do 1982 r.) suwerenność.

Monarchą Kanady jest ta sama osoba, która jest monarchą Zjednoczonego Królestwa. Nie oznacza to jednak, że Zjednoczone Królestwo jest suwerenem Kanady, a jedynie, iż oba państwa mają wspólnego monarchę. Jako że monarcha Kanady na stałe rezyduje w Wielkiej Brytanii, w jego imieniu oficjalną władzę sprawują gubernator generalny Kanady oraz gubernatorzy porucznicy w prowincjach Kanady. De facto Kanadą rządzi jednak premier.

## Zobacz też

Królewski sztandar Kanady

## Monarchowie Kanady
| # | Imię                                  |             | Lata życia                        | Lata życia                         | Czas rządów      | Czas rządów               | Rodzice                              |
| # | Imię                                  | Urodzony/na | Zmarł/a                           | Od                                 | Do               |                           | Rodzice                              |
| - | ------------------------------------- | ----------- | --------------------------------- | ---------------------------------- | ---------------- | ------------------------- | ------------------------------------ |
| 1 | Jerzy V George I                      |             | 3 czerwca 1865 Londyn             | 20 stycznia 1936 Sandringham House | 12 kwietnia 1927 | 20 stycznia 1936          | Edward VII Koburg Aleksandra Duńska  |
| 2 | Edward VIII Édouard VIII              |             | 23 czerwca 1894 Richmond          | 28 maja 1972 Paryż                 | 20 stycznia 1936 | 11 grudnia 1936 abdykował | Jerzy V Windsor Maria Teck           |
| 3 | Jerzy VI George VI                    |             | 14 grudnia 1895 Sandringham House | 6 lutego 1952 Sandringham House    | 11 grudnia 1936  | 6 lutego 1952             | Jerzy V Windsor Maria Teck           |
| 4 | Elżbieta II Elizabeth II Élisabeth II |             | 21 kwietnia 1926 Londyn           | 8 września 2022 Balmoral           | 6 lutego 1952    | 8 września 2022           | Jerzy VI Windsor Elżbieta Bowes-Lyon |
| 5 | Karol III Charles III                 |             | 14 listopada 1948 Londyn          | ---                                | 8 września 2022  | teraz                     | Filip Mountbatten Elżbieta II        |